# Adejeania browni
Adejeania browni là một loài ruồi trong họ Tachinidae.